# Lajetto
Lajetto (Ou Liët in francoprovenzale, Lajèt in piemontese) è una frazione del comune di Condove situata a 990 m s.l.m.

## Etimologia
Il nome Lajetto deriva dal termine locale "layèt", significante "piccolo lago", "laghetto", con riferimento ad un antico bacino idrico esteso sul luogo ove ora sorge l'abitato, la cui esistenza non è però comprovata da alcun tipo di documentazione.

## Geografia fisica
Il paese sorge sul versante destro orografico del torrente Sessi, affluente della Dora Riparia nei pressi di Caprie, e da sempre è il principale centro dell'omonima Valle laterale della Val di Susa.
Il terreno, su cui si alternano principalmente faggeti, castagneti e pascoli, è caratterizzato da una decisa pendenza verso il corso d'acqua.

## Storia
Non vi sono documentazioni dettagliate circa la fondazione o le origini del paese, ma le opere d'arte presenti nella Cappella di San Bernardo indicano come fosse già fiorente prima del XV secolo.
Lajetto divenne unica sede parrocchiale della Val Sessi, e ad essa facevano dunque riferimento tutte le altre borgate (Sigliodo, Coindo Inferiore e Superiore, Pratobotrile, Camporossetto, Moni). L'attuale chiesa venne eretta nel 1829, inizialmente dedicata ai santi Modesto, Crescenzia e Vito (in seguito solo a quest'ultimo); il luogo di culto è stato edificato laddove prima era la modesta ed inadeguata cappella preesistente, citata per la prima volta in un rapporto del Vicario Generale dell'abbazia di San Giusto in Susa nel 1624.
Probabilmente per la sua felice posizione, in solis e a metà della mulattiera che risaliva la valle, Lajetto fiorì diventando anche sede di scuola elementare; sul suo territorio era attiva la confraternita del Corpus Domini; vi nacque perfino l'omonima Società Filarmonica, quindi attività commerciali ed anche un albergo, che sarà attivo fino agli anni '80 del XX secolo.
Nell'800, amministrativamente Lajetto faceva parte del comune di Mocchie, pur se il numero dei suoi abitanti (ivi compresi quelli dei villaggi che vi facevano capo, dalla Vagera al passo del Collombardo) costituiva da solo circa un terzo di quello totale del comune: circa 900 erano i residenti registrati nell'anno 1904, quando peraltro era già iniziato il percorso di urbanesimo e di spopolamento della montagna.
Il fenomeno non si sarebbe più arrestato, ma quando il tracciato della strada carrozzabile che sale dal fondovalle arrivò a toccarne l'abitato, nel 1958 (la Strada Provinciale 200), Lajetto riuscì a sopravvivere (per quanto a stento: la popolazione invernale scende ancora oggi a toccare le 7 unità), e ad evitare il destino di paese-fantasma toccato ad altre borgate contigue (come Coindo), il tutto rilanciato anche dal turismo estivo che fra gli anni sessanta ed ottanta vedrà l'abitato arricchirsi di nuove costruzioni per la villeggiatura.

## Edifici di interesse
La sola, autentica rilevanza artistica reperibile in Lajetto è la cappella campestre di San Bernardo.
Situata appena fuori dall'abitato, ormai da tempo è attigua al camposanto costruito nel 1829. La data di committenza della cappella è invece indicata chiaramente sulle sue mura: 6 novembre 1430, mentre il nome del committente stesso è indicato in "Antonio di Lajetto, figlio di Michele" (“Antonius filius quondam Michaelis de Leetis”, o negli archivi “Anthony quondam Michaelis de Layeto”), anche se per parecchi anni è stato oggetto di equivoco e indicato come "Antonio De Lectis" o "Delectis".
Gli affreschi in stile tardo gotico, caratterizzati da un pungente grafismo, sono stati riscoperti in seguito a scavi e ricerche fra il 1990 ed il 1991, ed il suo ignoto autore è riconosciuto maestro di svariate altre opere sparse per il territorio della Valsusa (come ad esempio a Gravere).
Altri punti di interesse storico e/o artistico, in paese e nelle borgate vicine, sono:
- la chiesa di San Vito e San Modesto (1829)
- il relativo campanile adiacente (1871/1872)
- la cappella di Santo Stefano, al Sigliodo (1925)
- la cappella della Beata Vergine Immacolata, a Pratobotrile
- la cappella di San Martino, a Camporossetto
- i piloni votivi che segnano l'intera mulattiera dal fondovalle al monte Civrari
- il santuario della Madonna degli Angeli al Collombardo, facente capo alla parrocchia di Lajetto

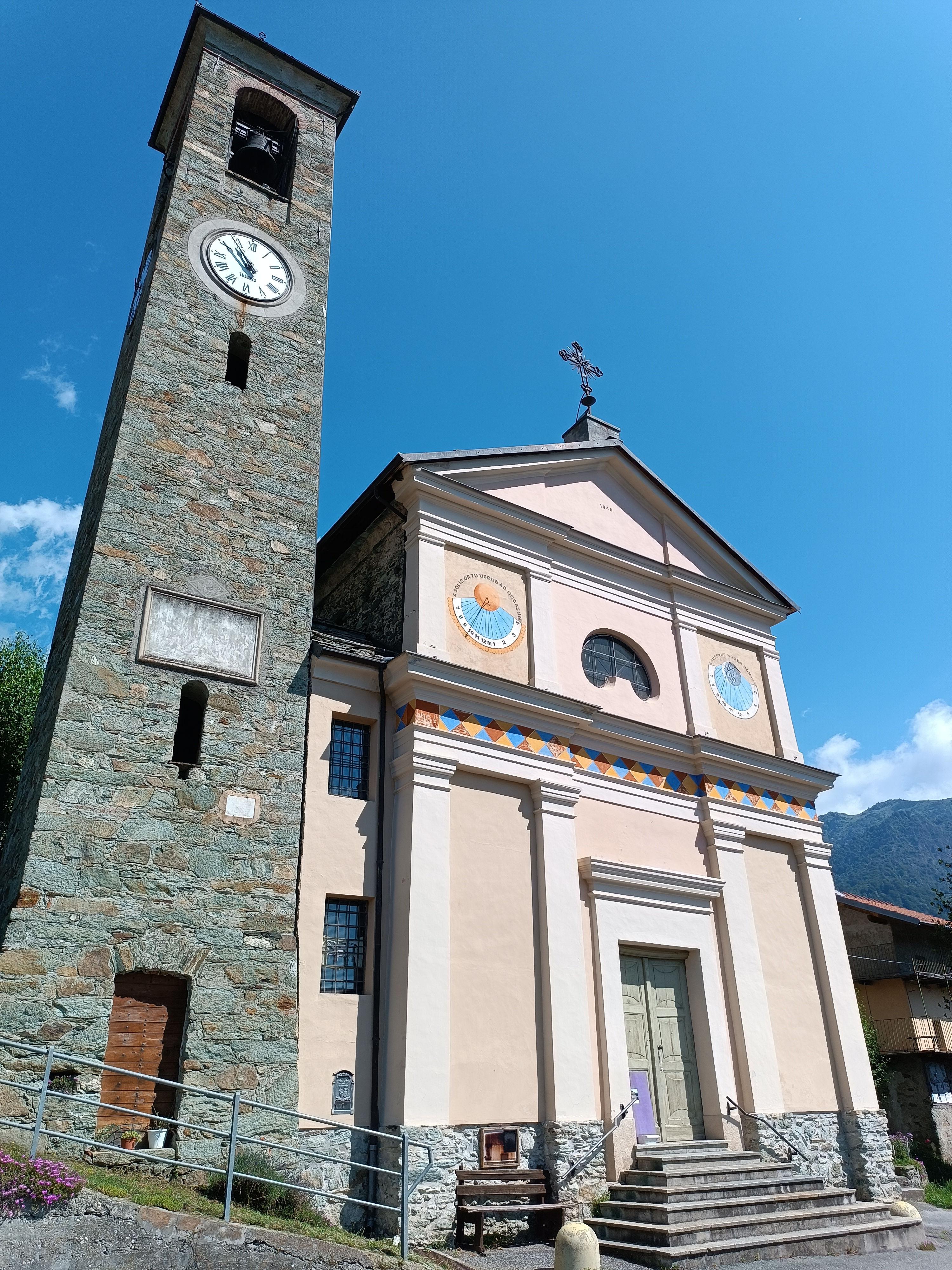
Chiesa Parrocchiale di S.Vito
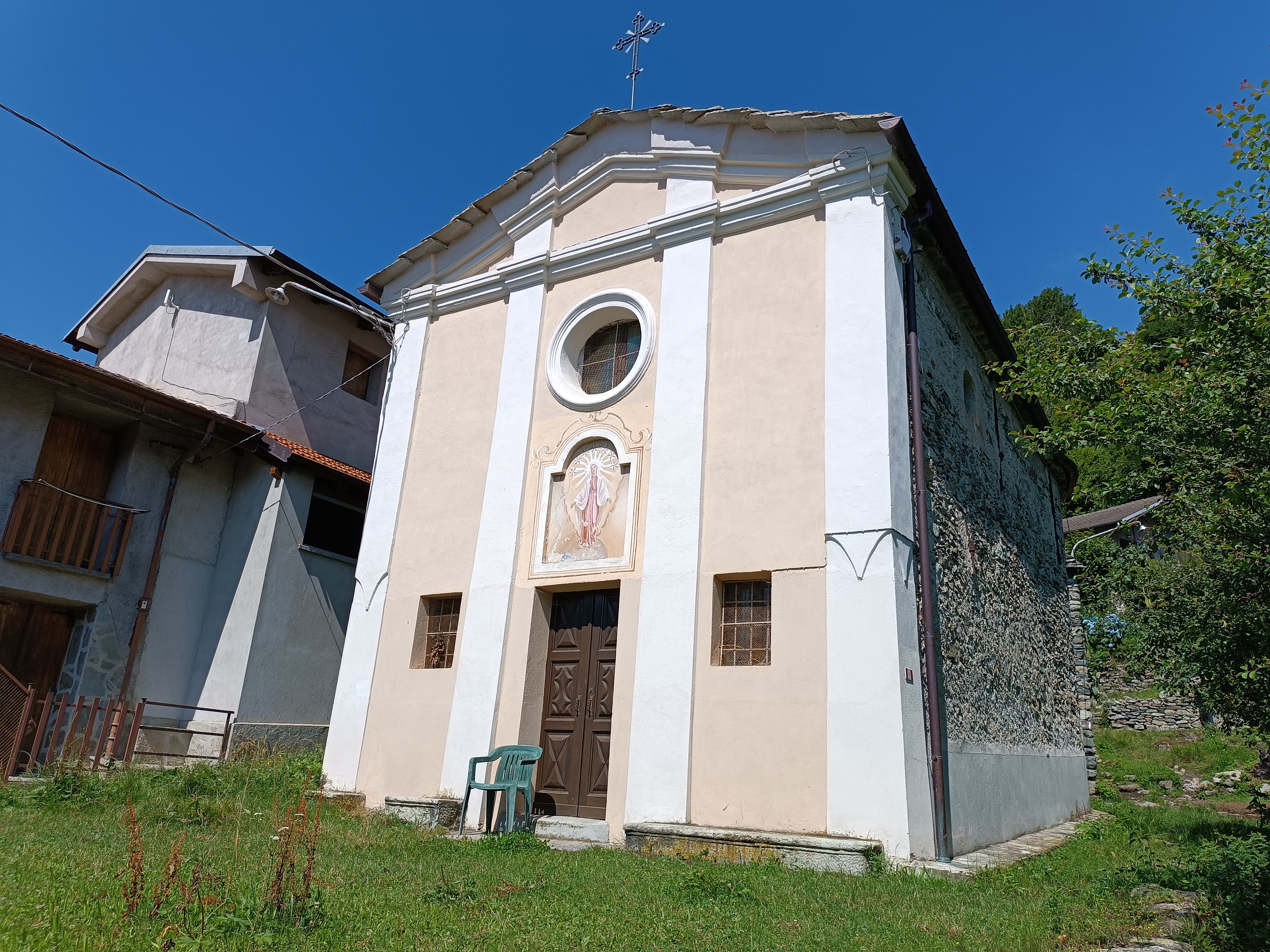
Cappella a Pratobotrile
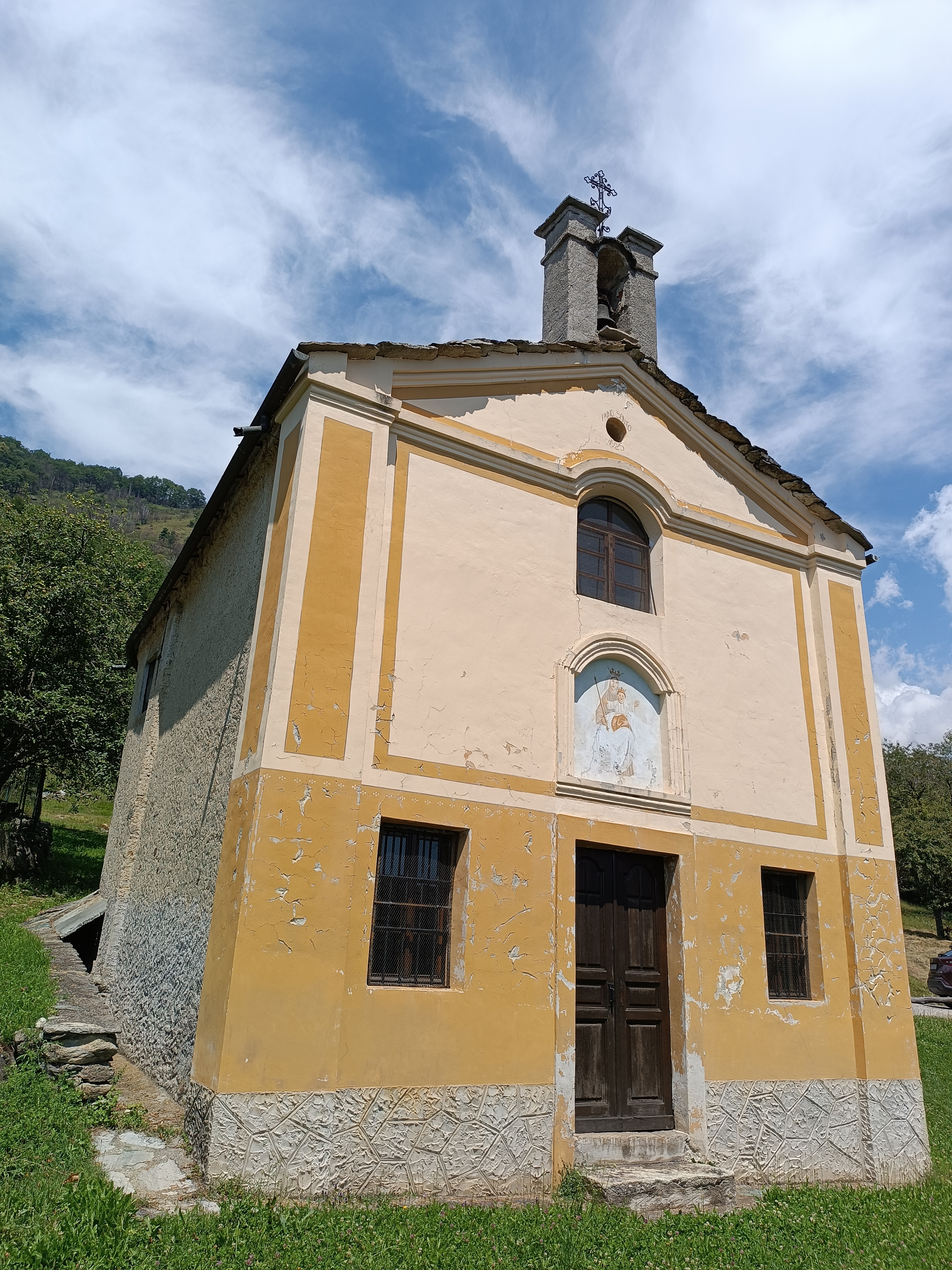
Cappella a Sigliodo Inferiore
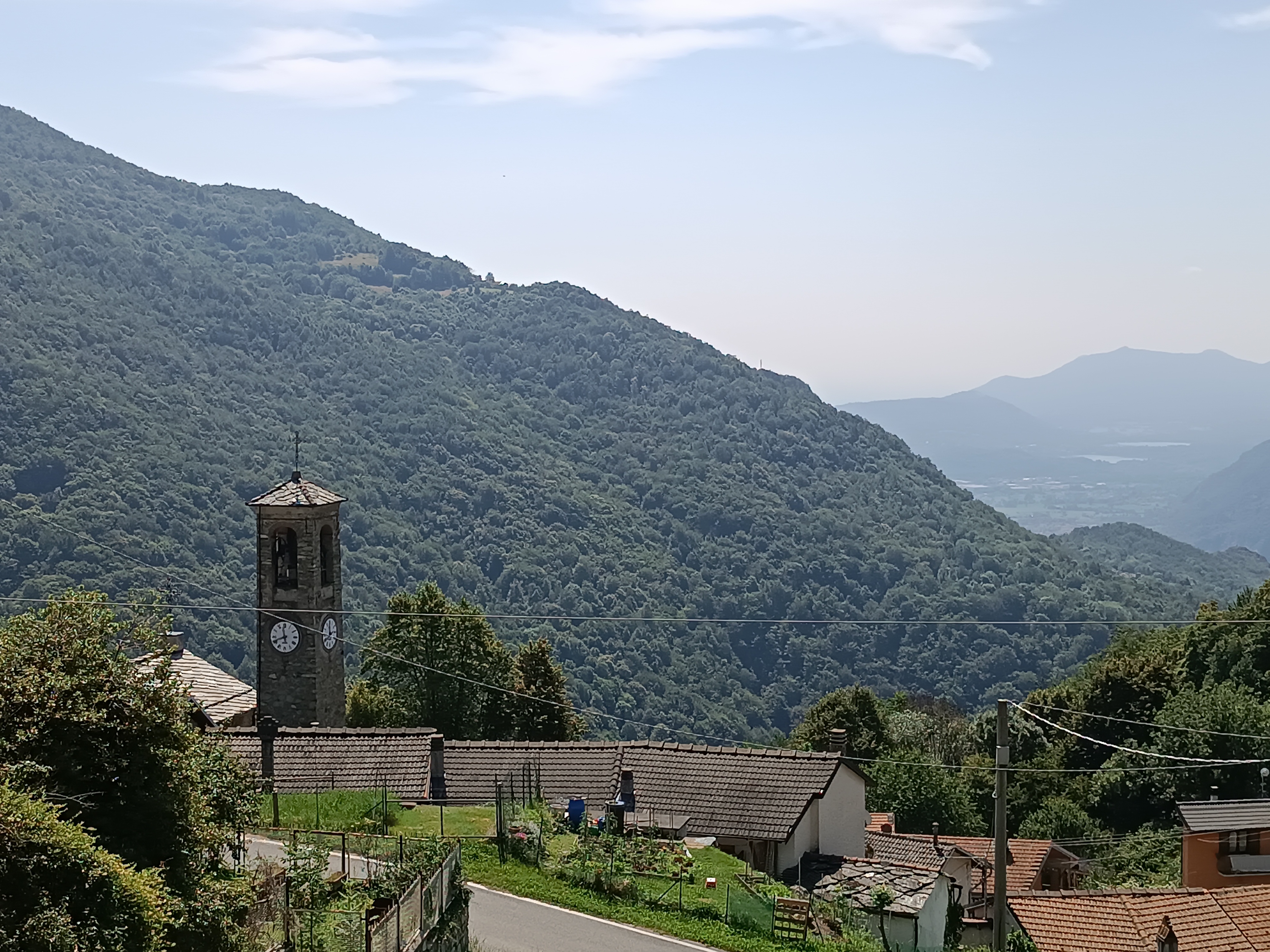
Panorama da Lajetto verso i Laghi di Avigliana
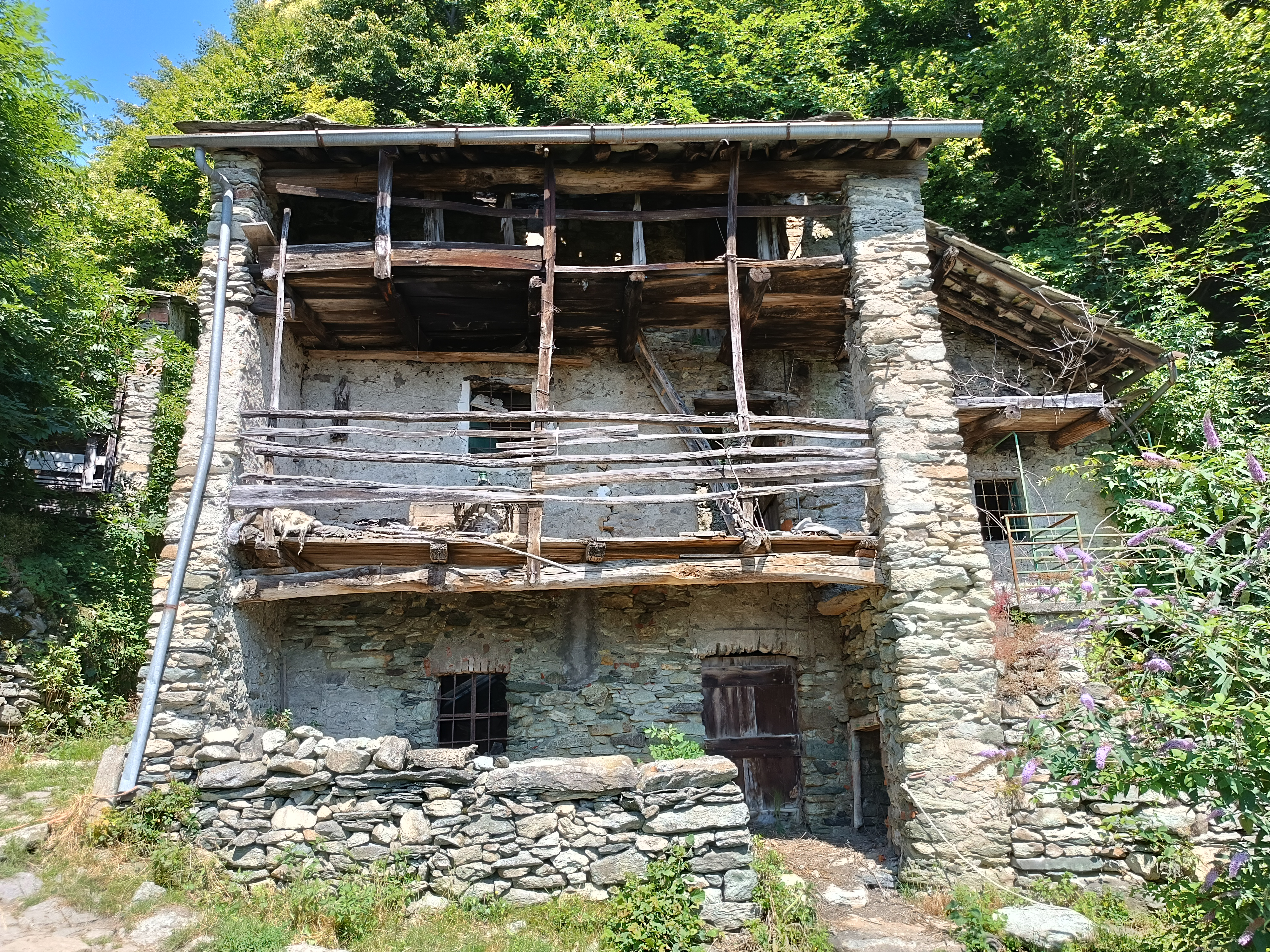
Tipica abitazione a Pratobotrile

## Cultura

### Lingue e dialetti
I lajettesi, in massima parte, parlano la lingua francoprovenzale, comune all'intera zona e più in generale alla Bassa Valle di Susa e valli adiacenti. Accanto alla lingua madre (che i locali chiamano però patois - anche "patuà" - o semplicemente moda 'd nos) vengono parlati l'italiano ed il piemontese.

### Tradizioni
L'Antico Carnevale Alpino del Lajetto è una festa di tradizione secolare, abbandonata negli anni '50 e recentemente recuperata grazie all'associazione culturale Le Barbuire. Sono, queste ultime, le maschere protagoniste dell'ultima parte della festa (la domenica antecedente la settimana delle Ceneri), maschere che presentano, secondo l'etnologo Piercarlo Grimaldi, imprevedibili analogie con quanto raffigurato negli affreschi della cappella di San Bernardo.
A partire dal 2010, destando notevole interesse a livello regionale e non solo, le Barbuire sono così tornate ad animare questa festa ritrovata, con le musiche, le urla, gli scherzi, e soprattutto con le importanti simbologie comuni a tutta la cultura della Val Sessi.
Altra tradizione è quella, nel mese di febbraio, del Fòra l'Ors ("fuori l'orso"): dalla piazza del paese si snoda per le stradine e verso i boschi il corteo degli abitanti, con adulti e bambini impegnati a fare rumore in tutti i modi per "svegliare" l'orso dal suo letargo, in quanto è questo il segno tangibile della fine dell'inverno e dell'anelato ritorno della primavera.